# 日本基督教団全国連合長老会
日本基督教団全国連合長老会（にほんきりすときようだんぜんこくれんごうちょうろうかい、略:連長）は、日本基督教団の中で改革派の信仰と長老制の伝統を重んじつつ、教会形成や伝道協力をする1976年に結成されたグループ。フリー聖餐に反対している。
現在（2020年4月）9つの地域連合長老会（東日本、東部、神奈川、東海、北陸、三重、西部、和歌山、九州）があり、合計95教会が加盟している。
基本信条や改革派教会の諸信仰告白を継承しつつ、日本基督教会の1890年の信仰告白に基づいて日本基督教団信仰告白を告白している。
連合長老会には教団に残留した旧日基教会のうち約三分の一程しか参加していなかった。しかし、教団成立以前に異なった教派的伝統をもっていた諸教会や、教団成立後に設立された諸教会の新たな加盟も数多くみられている。
さらに緩やかな運動体として日本基督教団改革長老教会協議会がある。この協議会運動によって、各地域に新たな地域連合長老会（東日本、神奈川、北陸、三重、和歌山、九州）が発足されてきた。2000年に九州連合長老会が結成され、2019年に東北地域長老会（全国連合長老会には未加盟）も誕生している。